# Гавриил II Гревенски
Гавриил (на гръцки: Γαβριήλ) е гръцки духовник, митрополит на Цариградската патриаршия.

## Биография
Митрополит Гавриил Гревенски е споменат за първи път в една приписка от 10 февруари 1781 година в „Лествица“, пазена в Спилейския манастир. Споменат е и върху една икона на Свети Йоан Предтеча в църквата „Свети Илия“ в Самарина, както и в ктиторския надпис от 1791 година на манастира „Рождество Богородично“ в Самарина. В сигилия на патриарх Гавриил IV Константинополски (1780 - 1785), който се пази в Гревенската митрополия, има подпис на митрополит Гавриил Гревенски.